# Phạm Gia Khiêm

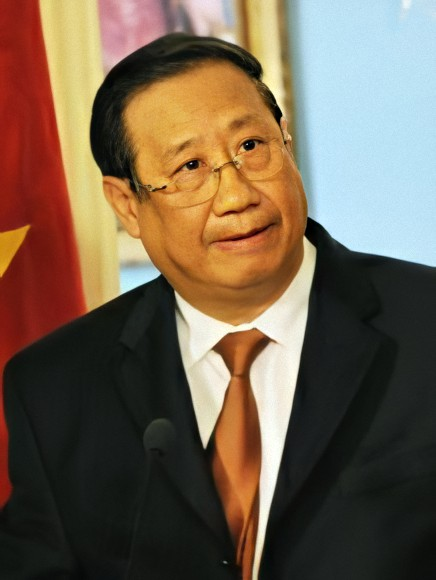
Phạm Gia Khiêm (2009)

Phạm Gia Khiêm (* 6. August 1944 in Tu Liem, Hanoi) ist ein vietnamesischer Politiker der Kommunistischen Partei Vietnams.

## Biografie
Nach dem Studium war er von 1968 bis 1970 als Hochschullehrer (Lecturer) für Elektroingenieurwesen am Bac Thai College tätig. Anschließend absolvierte er ein Studium der Metallurgie in der Tschechoslowakei und promovierte dort 1975 zum Ph.D.
In den folgenden Jahren stieg er innerhalb der Regierung auf und wurde zunächst 1976 Leiter der Industrieabteilung im Ministerium für Planung und Investitionen. Nach einer dortigen Tätigkeit als Stellvertretender Leiter der Hauptabteilung Wissenschaft und Technologie wurde er Leiter der Hauptabteilung Wissenschaft, Erziehung und Umwelt. Zuletzt war er bis 1996 Vizeminister für Planung und Investitionen.
Von November 1996 bis September 1997 war Phạm Minister für Wissenschaft, Technologie und Umwelt. Seit Oktober 1997 ist er Stellvertretender Ministerpräsident und wurde darüber hinaus zum Abgeordneten der Nationalversammlung sowie zum Mitglied des Zentralkomitees der KPV gewählt.
Am 28. Juni 2006 wurde er in der Regierung des neuen Ministerpräsidenten Nguyễn Tấn Dũng zugleich zum Minister für Auswärtige Angelegenheiten ernannt. Darüber hinaus wurde er auch Mitglied des Politbüros des ZK der KPV.
Im März 2007 stattete er den USA einen offiziellen Besuch ab und traf sich dabei mit Exil-Vietnamesen im Generalkonsulat in San Francisco. Dabei sicherte er auf Nachfrage der damaligen US-Außenministerin Condoleezza Rice auch zu sich um den Fall des inhaftierten Journalisten und Dissidenten Nguyễn Vũ Bình zu kümmern. Tatsächlich kam es am 8. Juni 2007 zur Entlassung von Nguyễn.
2012 wurde ihm der japanische große Orden der Aufgehenden Sonne am Band verliehen.